# ألين هايمان
ألين هايمان (بالإنجليزية: Eliot Hyman)‏ هو منتج أفلام وشخصية أعمال أمريكي، ولد في 1904، وتوفي في 1980.

## وصلات خارجية
- ألين هايمان على موقع IMDb (الإنجليزية)
- ألين هايمان على موقع قاعدة بيانات برودواي على الإنترنت (الإنجليزية)